# Sophie Gimmler
Sophie Gimmler (* 18. März 1996 in Merzig, Saarland) ist eine deutsche Leichtathletin, die sich auf den Hammerwurf spezialisiert hat.

## Berufsweg
Gimmler absolvierte 2014 ihr Abitur am Peter-Wust-Gymnasium in Merzig. Ihr Berufswunsch war Polizistin. Am 1. September 2014 wurde Gimmler als Kommissaranwärter vereidigt und hat fünf Jahre Zeit die Ausbildung abzuschließen. Sie studiert an der Fachhochschule für Verwaltung des Saarlandes (FHSV) den Polizeivollzugsdienst und ist in der Sportfördergruppe der Saarländischen Polizei.

## Sportliche Laufbahn
Sophie Gimmler war als Schülerin beim Diskuswurf und mehr noch beim Kugelstoßen erfolgreich. So siegte sie 2008 beim Werfertag des TV Ludweiler in der Altersklasse W12 im Diskuswurf und wurde Zweite im Kugelstoßen. 2009 gewann sie bei den Hallenwettkämpfen für Schüler B und C im Kugelstoßen W13 erneut mit fast einem Meter Vorsprung und steigerte ihre Bestmarke auf 9,11 Meter.
2010 begann Gimmler im Herbst ernsthaft mit dem Hammerwurf.
2011 wurde sie mit persönlicher Bestleistung von 53,35 Metern (3 kg) Süddeutsche Meisterin in der Altersklasse W15 und verbesserte dabei den elf Jahre alten Saarlandrekord um 73 Zentimeter. In der Jahresbestenliste belegte sie den zweiten Platz hinter Michelle Döpke.
2012 gewann Gimmler die U18-Meisterschaft als sie bei den Deutschen Jugendmeisterschaften mit 62,46 Metern (3 kg). Damit hatte sie auch ihren eigenen Saarlandrekord um mehr als vier Meter verbessert. Mit dieser Weite führte sie auch die Jahresbestenliste der U18 an.
2013 wurde Gimmler sowohl Deutsche U18-Winterwurf-Meisterin als auch Deutsche U18-Meisterin. Bei ihrem Debüt auf der Weltbühne kam sie bei den U18-Weltmeisterschaften in Donetsk auf den 10. Platz. Mit 65,91 Metern führte Gimmler in der Altersklasse U18 erneut die deutsche Jahresbestenliste an.
2014 siegte sie, nun in der U20-Klasse, bei den Deutschen U20-Winterwurf-Meisterschaften und den Deutschen Jugendmeisterschaften. International belegte sie bei den U20-Weltmeisterschaften in Eugene (Oregon) den 12. Platz.
2015 wurde Gimmler erneut Deutsche U20-Winterwurf-Meisterin und Deutsche U20-Meisterin. Damit hatte sie den siebten DM-Titel in Serie errungen. Bei den Deutschen U23-Meisterschaften gewann sie Bronze. Einen 7. Platz holte sie bei den U20-Europameisterschaften in Eskilstuna.
2016 belegte Gimmler beim Winterwurf-Europacup in Arad (Rumänien) den 8. Platz in der Einzelwertung und mit der Mannschaft den 2. Platz. Ab Mitte des Jahres folgte verletzungsbedingt eine neunmonatige Pause.
2017 siegte sie mit der Mannschaft beim Winterwurf-Europacup in Las Palmas und kam in der Einzelwertung erneut auf den 8. Platz. Bei weiteren internationalen Auftritten belegte Gimmler in Bydgoszcz bei den U23-Europameisterschaften den 10. Platz und schaffte es bei der Sommer-Universiade in Taipeh auf den 13. Rang.
Bei den Halleschen Werfertagen stellte Gimmler am 21. Mai mit 65,64 Metern einen neuen Saarlandrekord im Hammerwurf auf und übertraf die alte Bestmarke aus dem Jahr 2009 um 1,10 Meter. Anfang Juni verbesserte sie beim Hammerwurfmeeting in Fränkisch-Crumbach ihre persönliche Bestleistung auf 65,75 Meter.
Gimmler gehört dem B-Kader des Deutschen Leichtathletik-Verbandes (DLV) an.

## Vereinszugehörigkeiten
Sophie Gimmler startet seit 2017 für den LC Rehlingen. Beim LAZ Saarbrücken, zu dem sie 2015 kam, war ihr zum Jahresende 2016, wie mehreren anderen Spitzensportlern auch, gekündigt worden, weil sich der Verein im Jahr der Olympischen Spiele finanziell übernommen hatte. Ihr erster Verein war bis 2014 der LV Merzig.

## Ehrungen
- 2012 als Süddeutsche Meisterin vom Landkreis Merzig-Wadern geehrt.[12]
- 2013 Sportlerehrung der Kreisstadt Merzig für Hammerwurfmeisterschaft der Altersklasse U18.[13]

## Bestleistungen
(Stand: 30. Oktober 2017)

3 kg: 65,91 m, Rostock, 26. Juli 2013

4 kg: 65,75 m, Fränkisch-Crumbach, 4. Juni 2017

## Erfolge
national
- 2012: Deutsche U18-Meisterin
- 2013: Deutsche U18-Winterwurf-Meisterin
- 2013: Deutsche U18-Meisterin
- 2014: Deutsche U20-Winterwurf-Meisterin
- 2014: Deutsche U20-Meisterin
- 2015: Deutsche U20-Winterwurf-Meisterin
- 2015: Deutsche U20-Meisterin
- 2015: 3. Platz Deutsche U23-Meisterschaften
- 2017: Deutsche U23-Meisterin
- 2017: 3. Platz Deutsche Meisterschaften

international
- 2013: 10. Platz U18-Weltmeisterschaften
- 2014: 12. Platz U20-Weltmeisterschaften
- 2015: 7. Platz U20-Europameisterschaften
- 2016: Winterwurf-Europacup, 2. Platz Mannschaft, 8. Platz einzel
- 2017: Winterwurf-Europacup, 1. Platz Mannschaft, 8. Platz einzel
- 2017: 10. Platz U23-Europameisterschaften
- 2017: 13. Platz Sommer-Universiade